# Lalla Mimouna
Lalla Mimouna (franska: Lalla Mimouna (CR), Lalla Mimouna (Commune Rurale), arabiska: سيدي اعمر الحاضي) är en kommun i Marocko.   Den ligger i provinsen Kénitra och regionen Rabat-Salé-Kénitra, i den norra delen av landet, 120 km nordost om huvudstaden Rabat. Antalet invånare är 11 833.